# Leonhard Schmitz

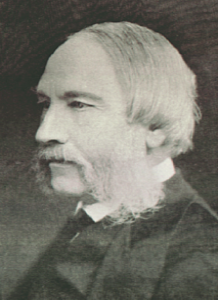
Leonhard Schmitz

Leonhard Schmitz (* 6. März 1807 in Eupen; † 28. Mai 1890 in London) war ein deutscher Althistoriker und Klassischer Philologe, der in England tätig war.

## Leben und Wirken
Schmitz wurde im damals französisch besetzten und ab 1815 preußischen Eupen geboren und besuchte das humanistische Gymnasium zu den Augustinern in Aachen. Anschließend studierte er ab 1828 an der Universität Bonn Philologie und Geschichte und wurde dabei im Besonderen durch Barthold Georg Niebuhr, Friedrich Gottlieb Welcker und Christian August Brandis geprägt. Schmitz schloss das Studium mit seiner Promotion ab und wollte eigentlich eine akademische Karriere beginnen. Er hatte jedoch in jenen Jahren die Engländerin Eliza Mary Machell kennengelernt und 1837 geheiratet und zog mit ihr daraufhin nach England, wo 1840 ihre Tochter, die spätere Musikkritikerin Leonora geboren wurde.
In England beschäftigte sich Schmitz zunächst mit den von Connop Thirlwall begonnenen Übersetzungen von Niebuhrs Vorlesungen über die römische Geschichte sowie der Lateinischen Grammatik von Karl Gottlob Zumpt, schrieb zahlreiche Einträge für das Dictionary of Greek and Roman Antiquities (1842) und das Dictionary of Greek and Roman Biography and Mythology (1849) von William Smith und gab das Classical Museum heraus. Diese Arbeiten und seine sichere Beherrschung der englischen Sprache führten 1846 zu seiner Berufung als Rektor der angesehenen Royal High School in Edinburgh. In dieser Zeit verfasste er zahlreiche für Schulzwecke bestimmte wissenschaftliche Arbeiten über die Römische Geschichte, die Geschichte des Mittelalters sowie Handbücher für Geschichte und Geografie und unterrichtete als Privatlehrer die beiden erstgeborenen Söhne der britischen Königin Victoria, den Prince of Wales Albert Edward und den Herzog von Edinburgh Alfred.
Da im Jahr 1866 das London International College im Borough of Hounslaw eröffnet wurde und auch weil er von der neuen Schulphilosophie sehr angetan war, zog Schmitz mit seiner Familie in die Hauptstadt und übernahm als erster Rektor die Leitung dieser Schule. Im Rahmen der neuen Schulphilosophie wurden sowohl der Zugang zur Schule als auch das Themenspektrum internationalisiert, die körperliche Züchtigung der Schüler abgeschafft, der Lehrplan auf naturwissenschaftliche Fächer ausgerichtet sowie moderne Sprachen in den Vordergrund gestellt und alte Sprachen wie Latein und Griechisch erst in den späteren Klassen angeboten. Bedingt durch verschiedene nicht genau nachvollziehbare Widerstände gab Schmitz im Jahr 1874 die Leitung des College auf, das bereits 1889 geschlossen wurde. Schmitz selbst war daraufhin von 1874 bis 1889 als Classical Examiner (Prüfer für klassische Sprachen) an der Universität London tätig.
Für seine Verdienste wurde Schmitz zum Fellow der Royal Society und der Royal Society of Edinburgh gewählt sowie im Jahr 1849 zum Ehrendoktor der University of Aberdeen und 1886 der University of Edinburgh ernannt.

## Schriften (Auswahl)
- The Classical Museum, J. W. Parker, London, 1844
- Grammar of the Latin Language, Blanchard and Lea, Philadelphia 1849
- A History of Rome from the earliest times to the death of Commodus A.D. 192, Walton & Maberly, London 1853
- A manual of ancient geography, Blanchart and Lea, Philadelphia 1857
- Geschichte Griechenlands. Von der ältesten Zeit bis zur Zerstörung Korinths. Nebst einem Anhange über die Civilisation, Religion, Literatur und Kunst der Griechen, Baumgärtners Buchhandlung, Leipzig 1859
- The Crown Atlas of Classical Geography, Consisting of Fifteen Maps, Constructed and Engraved by Edward Weller; with Distinctive Letterpress by Leonhard Schmitz, William Collins, Sons & Company, London 1873
- A history of England for junior classes, G. P. Puttnams Sons, New York 1873
- A practical grammar of the German language : with a sketch of the historical development of the language and its principal dialects, John Murray London 1876
- A Manual of Ancient History : With Copious Chronological Tables. Vol. V, Seton Mackenzie, Edinburgh 1877
- A History of Latin Literature, Collins, London 1877
- A History of Rome for junior Classes, Copp Clark, Toronto 1878
- Ancient history; from the remotest times to the overthrow of the Western empire, A.D. 476, Peter Fenelon Collier; New York 1898